# Panzerarmee Afrika
La Panzerarmee Afrika (Armata Corazzata Africa, A.C.A.) fu una grande unità costituita da corpi d'armata dell'Esercito tedesco e dell'esercito italiano, che ha combattuto in Africa settentrionale  durante la seconda guerra mondiale.

## Storia
La Panzerarmee Afrika venne costituita il 30 gennaio 1942 per ridenominazione del Panzergruppe Afrika, che era stato istituito il 1º settembre 1941 e aveva sotto il suo comando il Deutsches Afrikakorps, alcune unità aggiuntive tedesche che erano state mandate in Africa, nonché la maggior parte delle unità italiane presenti nel Nordafrica.

## Organizzazione
Comandante
| Grado | Nome           | Dal             | Fino al           |
| --- | -------------- | --------------- | ----------------- |
| General der Panzertruppe (Generale delle truppe corazzate) dal 1º febbraio 1942 Generaloberst (Colonnello generale) | Erwin Rommel   | 30 gennaio 1942 | 9 marzo 1942      |
| General der Panzertruppen (Generale delle truppe corazzate)                                                         | Ludwig Crüwell | 9 marzo 1942    | 19 marzo 1942     |
| Generaloberst dal 22 giugno 1942 Generalfeldmarschall (Maresciallo)                                                 | Erwin Rommel   | 19 marzo 1942   | 22 settembre 1942 |
| General der Kavallerie (Generale della Cavalleria)                                                                  | Georg Stumme   | 19 marzo 1942   | 1 ottobre 1942    |

Capo di Stato maggiore
| Grado                           | Nome         | Dal             | Fino al        |
| ------------------------------- | ------------ | --------------- | -------------- |
| Generalmajor (Maggior generale) | Alfred Gause | 30 gennaio 1942 | 1 ottobre 1942 |

## Operazioni

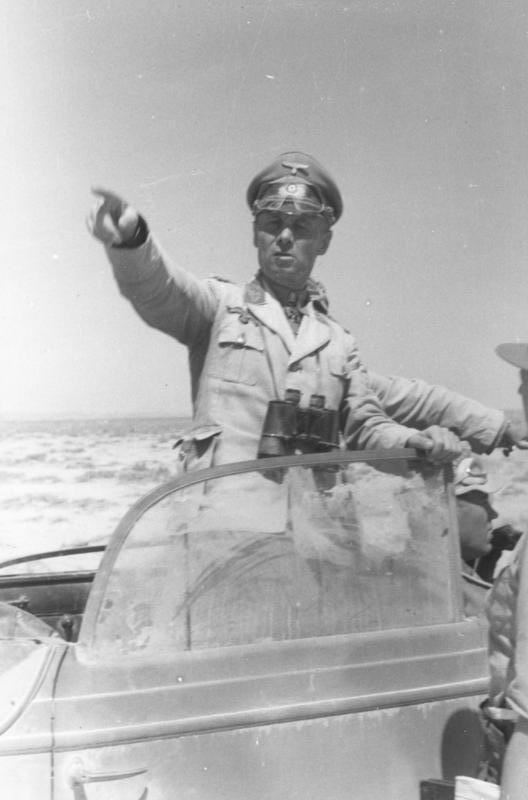
Erwin Rommel a ovest di Tobruch nel giugno 1942

La Panzermeee Afrika dopo la sua formazione, prese parte, nel febbraio 1942, all riconquista della Cirenaica e nel febbraio-marzo 1942 alla difesa del deserto meridionale della Cirenaica.
Dopo la vittoriosa, per le forze dell'Asse, battaglia di Ain el-Gazala, svoltasi tra il 26 maggio e il 21 giugno 1942, le forze italo-tedesche riconquistarono, dopo un lungo assedio la città di Tobruch, che era stata conquistata il 21 gennaio 1941 dalle truppe britanniche australiane.
La battaglia di Ain el-Gazala rappresentò il massimo successo delle Asse durante la campagna del Nordafrica e portò, oltre alla conquista, da parte della Panzerarmee guidata con grande abilità da Erwin Rommel, della fortezza di Tobruk, alla rapida avanzata in Egitto all'inseguimento dell'VIII Armata britannica, pesantemente sconfitta nella battaglia, fino alla posizione difensiva di El Alamein.
La sconfitta di Gazala ebbe conseguenze disastrose per le forze britanniche in Nordafrica, in quanto, mentre il l'Afrikakorps aveva un'indipendenza logistica, con i rifornimenti, soprattutto di carburante e viveri, ma anche di veicoli, di cui non aveva mai goduto, e che non ne avrebbe più goduto per tutto il resto della campagna, l'VIII Armata si trovava improvvisamente a centinaia di chilometri di distanza dalle sue basi logistiche, praticamente senza veicoli e con gli uomini stanchi e, peggio ancora, demoralizzati.
Nello stesso giorno della caduta di Tobruch 90ª Leichtdivision era già a Bardia, sul confine egiziano, e il giorno successivo Rommel varcò il confine con l'Egitto occupando Sidi Barrani. Il 29 giugno il 7º Reggimento bersaglieri della Divisione "Trento" occupò il campo fortificato di Marsa Matruh dove entrarono i battaglioni X e XI del 7º Reggimento bersaglieri, ed una compagnia del XXXII Battaglione genio, facendo 6.500 prigionieri, e il 1º luglio la Panzerarmee Afrika arrivava di fronte ad El Alamein dove l'avanzata italo-tedesca si sarebbe fermata.
Dopo la penetrazione in Egitto delle forze dell'Asse e la conquista di Marsa Matruh, le forze alleate si erano ritirate fino alla linea di El Alamein, un fronte di 65 chilometri dove il deserto si restringe a formare un collo che va dal mare alla Depressione di Bab el Qattara. Il 1º luglio l'Afrika Korps attaccò, ma la linea alleata nei pressi di El Alamein non venne travolta fino a sera, e questa resistenza mise in stallo l'avanzata delle forze dell'Asse.
A partire dal 10 luglio ebbe inizio la prima battaglia di El Alamein, che si protrasse fino al 27 luglio. La battaglia finì in stallo, ma fu decisiva per fermare l'avanzata dell'Asse verso Alessandria d'Egitto. Un secondo tentativo di sfondare le linee alleate venne sventato dalle forze del Commonwealth nella Battaglia di Alam Halfa combattuta fra l'agosto ed il settembre 1942, con il tentativo da parte di Rommel di aprire un varco nelle difese britanniche per raggiungere Alessandria. Il fallimento dell'offensiva costrinse le forze dell'Asse ad aspettare su linee avanzate la controffensiva britannica, che, nell'ottobre dello stesso anno, avrebbe portato alla dura sconfitta di El Alamein, che venne combattuta da parte dell'Asse dalla Deutsch-Italienische Panzerarmee, l'Armata corazzata italo-tedesca costituita con elementi della Panzerarmee Afrika il 1º ottobre 1942.

## Ordine di battaglia
Battaglia di Ain el-Gazala

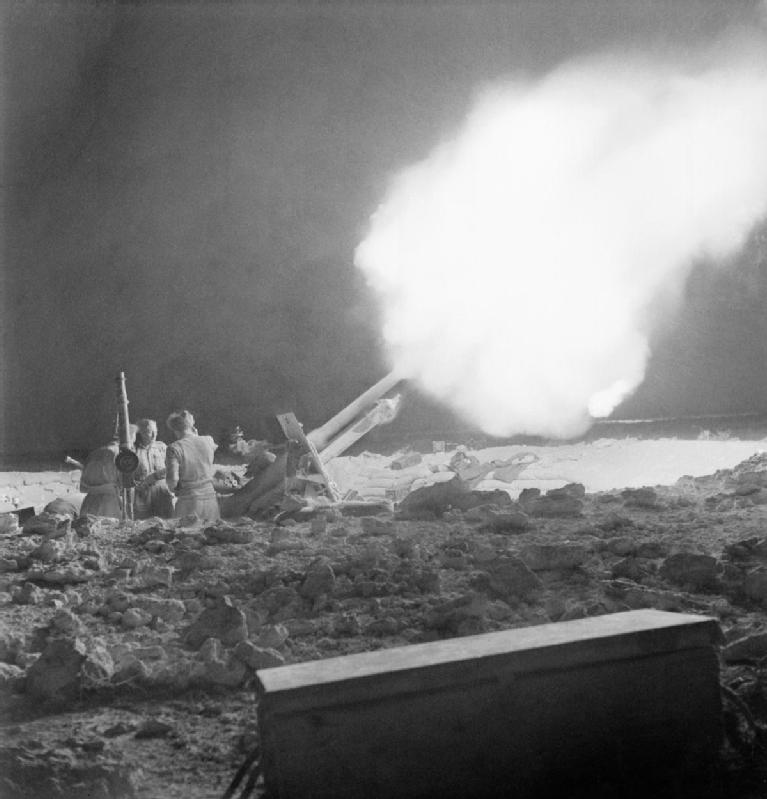
Cannoni inglesi fanno fuoco nella notte durante la Battaglia di Ain el-Gazala

Comandante Generale: Generale d'armata Ettore Bastico
- Panzerarmee Afrika - Feldmarschall Erwin Rommel
  - Deutsches Afrikakorps (DAK) - Generalleutnant Walther Nehring
    - 15. Panzerdivision - Generalleutnant Gustav von Vaerst
    - 21. Panzerdivision - Generalmajor Georg von Bismarck
    - 90. Leichtedivision ("divisione "leggera", di fanteria motorizzata) - Generalmajor Ulrich Kleemann

  - XX Corpo d'Armata di Manovra (CAM) - Generale di corpo d'armata Ettore Baldassarre
    - 132ª Divisione corazzata "Ariete" - Generale di divisione Giuseppe De Stefanis
      - 132º Reggimento carri M
      - 132º Reggimento Artiglieria Motorizzato
      - 8º Reggimento bersaglieri

    - 101ª Divisione motorizzata "Trieste" - Generale di divisione Arnaldo Azzi
    - Raggruppamento Artiglieria del 21°e 24 Reggimento artiglieria del Corpo d'armata[4]

  - Gruppe Crüwell: - General der Panzertruppe Ludwig Crüwell
  - Gruppe Hecker: - Oberst Hans Hecker
    - Battaglione San Marco 3 del Reggimento Lagunari "San Marco"
    - 778 Pionier Landungsboot Kompanie
    - 13 Kompanie Brandenburg z.b.V. 800
    - varie unità di genio pionieri
- X Corpo d'Armata - Generale di corpo d'armata Benevenuto Gioda
  -     - 27ª Divisione fanteria "Brescia" - Generale di divisione Lombardi
    - 17ª Divisione fanteria "Pavia"   - Generale di divisione Franceschini
- XXI Corpo d'armata - Generale di corpo d'armata Enea Navarini
  -     - 102ª Divisione motorizzata "Trento" - Generale di divisione Ghetti
    - 60ª Divisione fanteria "Sabratha"   - Generale di divisione Soldarelli

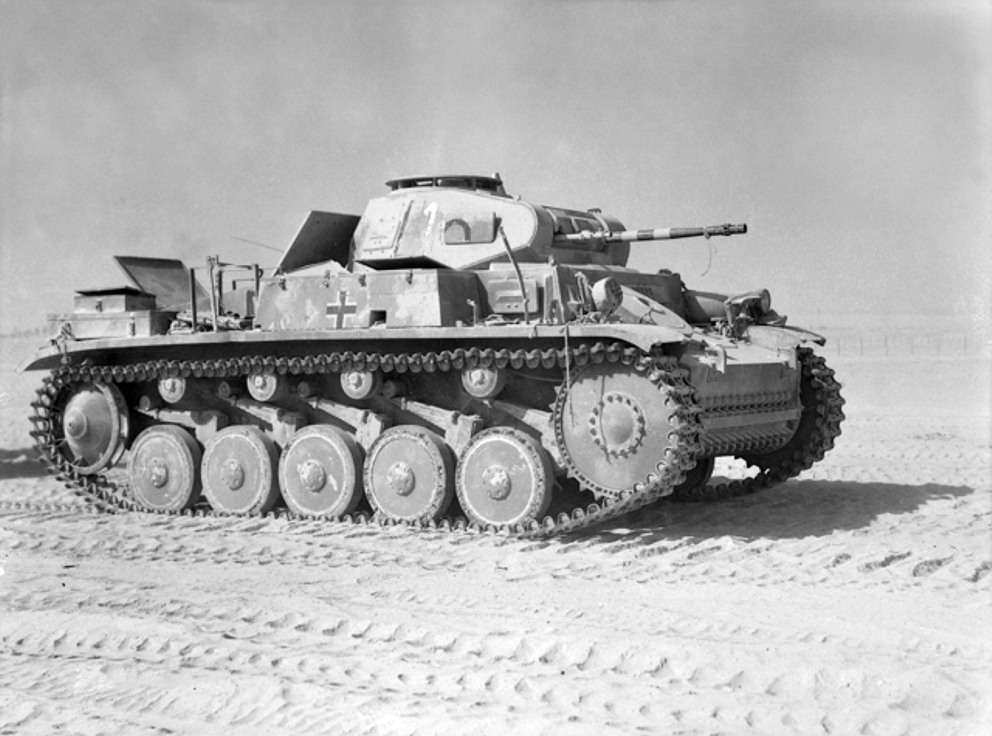
Panzer II tedesco catturato nel corso della 1ª battaglia di El Alamein

Prima battaglia di El Alamein

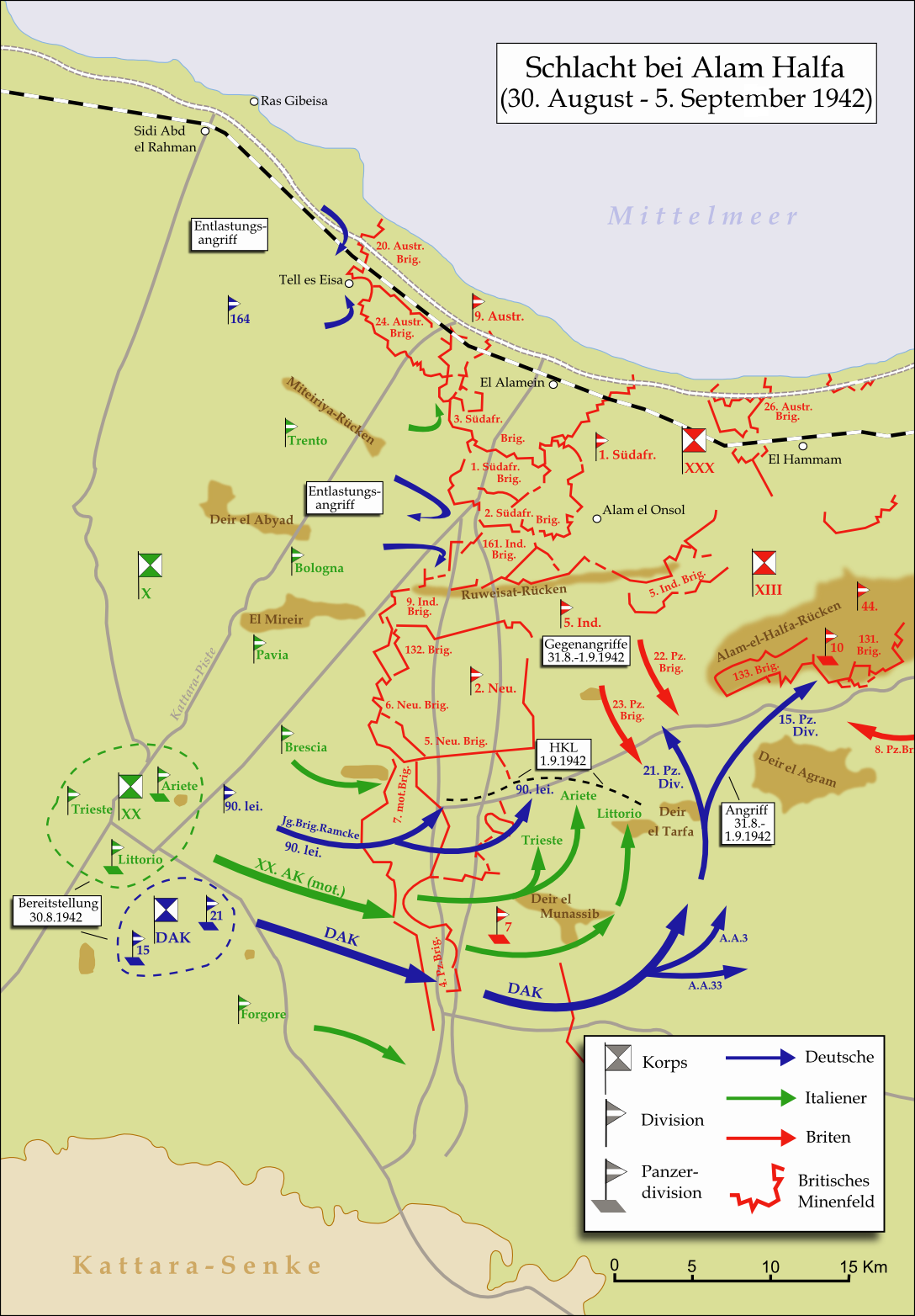
Mappa tedesca che illustra lo svolgimento della battaglia di Alam Halfa

- Panzerarmee Afrika (Generalfeldmarschall Erwin Rommel)
  - Deutsches Afrikakorps
    - 15. Panzer-Division
    - 21. Panzer-Division
    - 90. leichte Afrika-Division

  - XX Corpo d'armata italiano
    - 132ª Divisione corazzata "Ariete"
    - 101ª Divisione motorizzata "Trieste"
    - 133ª Divisione corazzata "Littorio"

  - XXI Corpo d'armata italiano
    - 102ª Divisione motorizzata "Trento"
    - 60ª Divisione fanteria "Sabratha"

  - XX Corpo d'armata italiano
    - 17ª Divisione fanteria "Pavia"
    - 27ª Divisione fanteria “Brescia”

Battaglia di Alam Halfa
- Panzerarmee Afrika
  - Deutsches Afrika Korps
    - 15. Panzer-Division
    - 21. Panzer-Division
    - 90. leichte Afrika Division
    - Fallschirmjäger-Brigade Ramcke

  - XX Corpo d'armata Motocorazzato italiano
    - 132ª Divisione corazzata "Ariete"
    - 133ª Divisione corazzata "Littorio"
    - 101ª Divisione motorizzata "Trieste"

  - X Corpo d'armata italiano
    - 17ª Divisione fanteria "Pavia"
    - 27ª Divisione fanteria "Brescia"
    - 185ª Divisione paracadutisti "Folgore"